# Haderonidis
Haderonidis là một chi bướm đêm thuộc họ Noctuidae.